# کلیه
در انسان‌ها، کلیه‌ها یا گُرده‌ها دو عضو تصفیه‌کننده خون لوبیایی شکل با رنگ قهوه‌ای مایل به قرمز هستند که نوعی از کلیه‌های پستانداران چندلپه‌ای و چندپاپیلی هستند، معمولاً بدون نشانه‌هایی از لوبولاسیون خارجی. این کلیه‌ها در فضای خلفی-صفاقی در سمت چپ و راست قرار دارند و در انسان‌های بزرگسال تقریباً ۱۲ سانتیمتر (۴ ۱⁄۲ اینچ) طول دارند. آنها خون را از سرخرگ‌های کلیوی جفت‌شده دریافت می‌کنند و خون از طریق سیاهرگ‌های کلیوی جفت‌شده خارج می‌شود. هر کلیه به یک میزنای متصل است، که لوله‌ای است که ادرار دفع شده را به مثانه منتقل می‌کند.
کلیه در کنترل حجم مایعات مختلف بدن، اسمولالیته مایع، تعادل اسید-باز، غلظت‌های مختلف الکترولیت‌ها و حذف سموم مشارکت دارد. تصفیه در گلومرول انجام می‌شود: یک‌پنجم حجم خونی که وارد کلیه‌ها می‌شود، تصفیه می‌گردد. نمونه‌های مواد بازجذب شده شامل آب بدون حلّال، سدیم، بی‌کربنات، گلوکز و آمینو اسیدها هستند. نمونه‌های مواد ترشح شده شامل هیدروژن، آمونیوم، پتاسیم و اسید اوریک می‌باشند. نفرون، واحد ساختاری و عملکردی کلیه است. هر کلیه‌ی انسان بزرگسال حدود ۱ میلیون نفرون دارد، در حالی که کلیه‌ی موش تنها حدود ۱۲ هزار و ۵۰۰ نفرون داراست. کلیه‌ها همچنین وظایفی مستقل از نفرون‌ها انجام می‌دهند. به عنوان مثال، آن‌ها پیش‌ساز ویتامین دی را به شکل فعال آن، کلسیتریول، تبدیل می‌کنند و هورمون‌های اریتروپوئیتین و رنین را سنتز می‌نمایند.
بیماری کلیوی مزمن به عنوان یکی از مسائل عمده بهداشت عمومی در سطح جهانی شناخته شده است. شیوع جهانی تخمینی بیماری کلیوی مزمن حدود ۱۳٫۴٪ است و تعداد بیماران با نارسایی کلیه که به درمان جایگزینی کلیوی نیاز دارند، بین ۵ تا ۷ میلیون نفر برآورد می‌شود. روش‌های مورد استفاده در مدیریت بیماری‌های کلیوی شامل آزمایش‌های شیمیایی و میکروسکوپی ادرار (آزمایش ادرار)، اندازه‌گیری عملکرد کلیه از طریق محاسبه ارزیابی عملکرد کلیه (ای‌جی‌اف‌آر) با استفاده از سطح سرمی کراتینین و همچنین بیوبسی کلیه و سی‌تی اسکن برای ارزیابی آناتومی غیرطبیعی است. دیالیز و پیوند کلیه برای درمان نارسایی کلیه استفاده می‌شوند؛ یکی (یا هر دو به ‌ترتیب) از این روش‌ها تقریباً همیشه زمانی که عملکرد کلیه به کمتر از ۱۵٪ کاهش یابد، استفاده می‌شود. نفرکتومی به طور متداول برای درمان کارسینوم کلیوی استفاده می‌گردد.
فیزیولوژی کلیه به مطالعه عملکرد کلیه مربوط می‌شود. نفرولوژی تخصص پزشکی است که به بیماری‌های عملکرد کلیه می‌پردازد: این شامل بیماری کلیوی مزمن، نشانگان نفریتیک و نفروتیک، نارسایی حاد کلیه و پیلونفریت است. اورولوژی به بیماری‌های آناتومی کلیه (و دستگاه ادراری) می‌پردازد: این شامل سرطان، کیست‌های کلیوی، سنگ‌های کلیوی و سنگ‌های میزنای و انسداد دستگاه ادراری می‌باشد.
کلمه «رنال» صفتی است که به معنای «مربوط به کلیه‌ها» است و ریشه‌های آن به زبان فرانسوی یا لاتین دیرینه برمی‌گردد. در حالی که برخی بر این باورند که «رنال» باید با «کلیه» در نوشتارهای علمی مانند «سرخرگ کلیوی» جایگزین شود، دیگر متخصصان بر حفظ استفاده از «رنال» در موارد مناسب از جمله «سرخرگ رنال» تأکید می‌کنند.

## واژه‌شناسی
در زبان پهلوی، کلیه را گرتگ می‌نامیدند که در فارسی دری و پنجابی و نیز در فرهنگستان، به گُرده و در برخی گویش‌ها به قلوه، گلوه یا کلوه دگرگون شده است . در عربی به آن کلیة (به سکون ل و فتح ی) گفته می‌شود که همریشه با عبری: כִּליָה‎ (کلیا) است. هرچند به انگلیسی: kidney نامیده می‌شود، اما در متون تخصصی انگلیسی مشتقات دو کلمه یونانی: νεφρό (نفرو) و لاتین: ren را به کار می‌برند.
توجه کنید که تلفظ کلیه تشدید ندارد.

## کاراندام‌شناسی
هر کلیه از سه بخش قشری، مرکزی و لگنچه تشکیل شده‌اند. آن‌ها خون را از سرخرگ‌های کلیوی، دریافت می‌کنند و سپس خون از راه سیاهرگ‌های کلیوی از آن‌ها خارج می‌گردد. هر کلیه به میزنای متصل شده، که لولهٔ حمل‌کنندهٔ ادرار ترشحی به مثانه است. کلیه‌ها بخشی از سیستم ایمنی بدن هستند که به خاطر دفع موادی سمی به نام اوره در بدن و نمک و آب اضافی است.
نفرون، واحد ساختاری و عملکردی کلیه‌هاست. هر کلیه انسان بالغ دارای ۱ میلیون نفرون است، در حالی‌که کلیه موش تنها دارای حدود ۱۲٬۵۰۰ نفرون است. کلیه در کنترل حجم مایعات مختلف بدن، مولالیته، تعادل اسید-باز، غلظت الکترولیت‌های مختلف، و برداشت توکسین‌ها، دخیل است. عمل تصفیه در گلومرول‌ها رخ می‌دهد: یک پنجم حجم خونی که وارد کلیه می‌شود، تصفیه می‌گردد. نمونه‌ای از مواد بازجذب شده، شامل آب بدون حل‌شونده، سدیم بی‌کربنات، گلوکز و آمینواسید است. نمونه‌ای از مواد ترشح شده شامل هیدروژن، آمونیوم، پتاسیم و اوریک اسید می‌باشد. همچنین کلیه‌ها عملکردهایی مستقل از نفرون نیز دارند. به عنوان مثال، آن‌ها پیش‌ماده ویتامین D را به شکل فعال، یعنی کلسیتریول تبدیل کرده؛ و هورمون‌های اریتروپوئیتین و رنین را سنتز می‌کنند.
فیزیولوژی کلیه، مطالعه عملکردهای کلیه‌هاست.
نفرولوژی، شاخه فوق‌تخصصی از پزشکی است (پس از تخصص داخلی) که به مطالعه بیماری‌های عملکردی کلیه‌ها می‌پردازد همچون: نارسایی مزمن کلیوی، نشانگان نفریتیک و نفروتیک، نارسایی حاد کلیوی و پیلونفریت.
اورولوژی نیز شاخه تخصصی از پزشکی است که به جراحی بیماری‌های مرتبط با کالبدشناسی کلیه (و مجرای ادراری) می‌پردازد، همچون: سرطان، کیست کلیه، سنگ کلیه و میزنای، و انسداد مجرای ادراری.
فرایندهایی که در مدیریت بیماری‌های کلیوی به کار می‌روند، شامل بررسی شیمیایی و میکروسکوپی ادرار (آزمایش ادرار)، مدیریت عملکرد کلیه با محاسبه تخمینی نرخ تصفیه گلومرولی (eGFR) با استفاده از کراتینین سرم (پلاسما)، غلظت کراتینین در ادرار و میزان تولید ادرار در دقیقه؛ و بافت‌برداری کلیه و استفاده از CT اسکن جهت ارزیابی ناهنجاری‌های کالبدشناختی می‌باشد.
دیالیز و پیوند کلیه جهت درمان نارسایی شدید کلیه به کار می‌روند؛ یک (یا هردوی) این راهکارها، تقریباً همیشه، هنگامی که میزان GFR کلیه زیر ۱۵ باشد، به کار می‌روند.
نفرکتومی نیز اغلب جهت درمان کارسینوم سلول کلیوی به کار می‌رود.

## ساختار

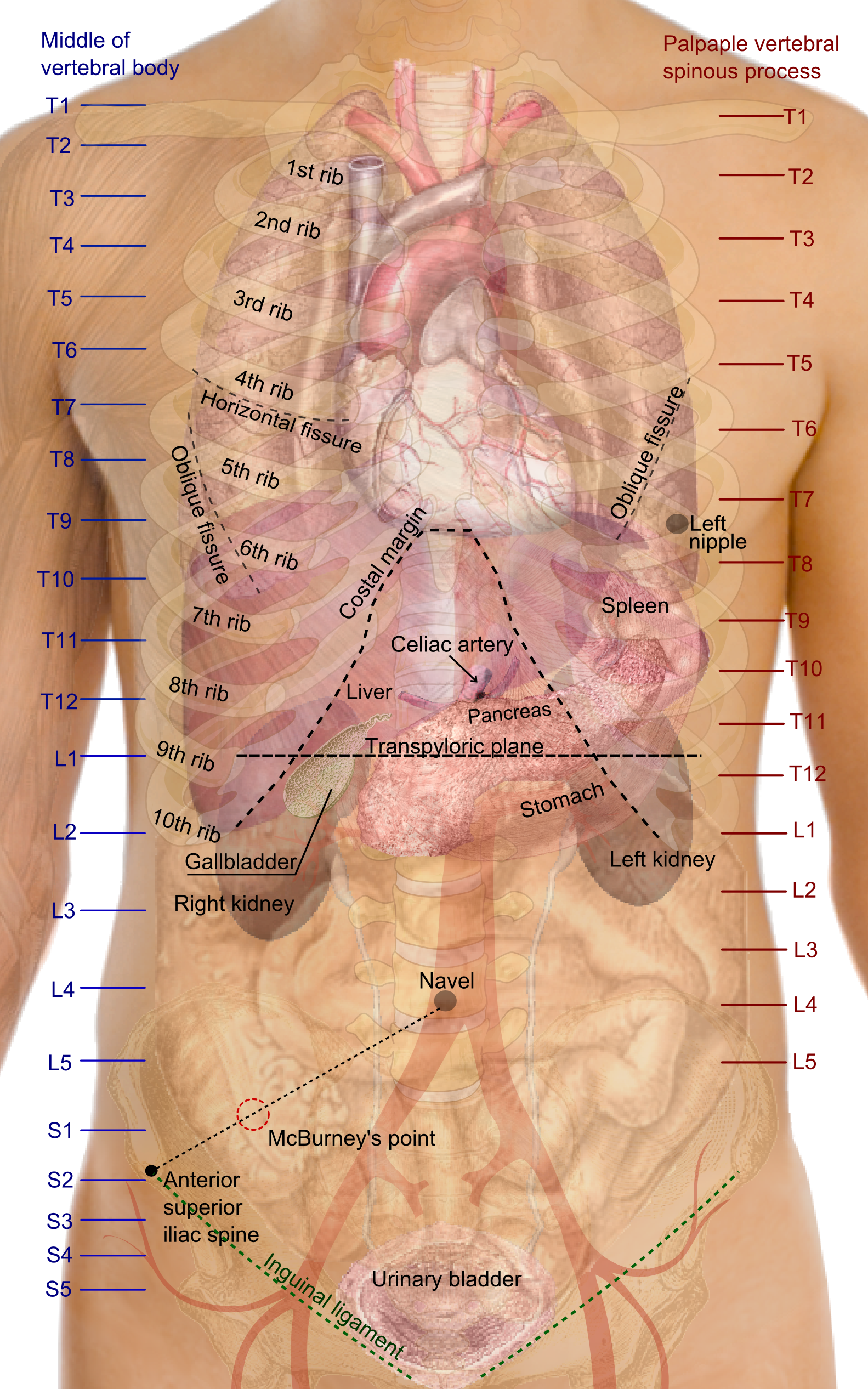
نیم‌تنه، موقعیت اعضا نشان داده شده‌اند، کلیه‌ها در سطوح مهره‌های T12 تا L3 دیده می‌شوند.

در انسان‌ها، کلیه‌ها در قسمت بالایی حفره شکمی، هر کدام در اطراف ستون فقرات، در موقعیت خلفی-صفاقی و با زاویه کمی مایل قرار دارند. عدم تقارن حفره شکمی، معلول موقعیت کبد است که موجب می‌گردد کلیه راست کمی نسبت به کلیه چپ، در موقعیت پایین‌تری قرار گیرد. کلیه سمت چپ تقریباً در سطح T12 تا L3 قرار داشته، که کلیه سمت راست کمی پایین‌تر است. کلیه سمت راست دقیقاً پایین دیافراگم و پشت کبد قرار دارد. بر روی هر کلیه، غده فوق کلیوی قرار دارد. قسمت بالایی کلیه به‌طور جزئی توسط دنده‌های ۱۱هم و ۱۲هم محافظت می‌شوند. هر کلیه به‌همراه غده فوق کلیه‌ای متناظرش، با دو لایه چربی احاطه شده است: چربی پیرامونی، بین فاسیای کلیوی و کپسول کلیوی قرار داشته، و چربی پارارنال، در موقعیت فوقانی فاسیای کلیوی قرار دارد.
کلیه ساختار لوبیا شکلی است که مرزهای محدب و مقعری دارد. ناحیه تورفته‌ای روی مرز مقعر وجود دارد که به «ناف کلیه» معروف است، ناحیه‌ای که سرخرگ کلیوی از آنجا وارد کلیه و سیاهرگ کلیوی و میزنای از آن‌جا خارج می‌شوند. کلیه توسط بافت فیبری سختی به نام کپسول کلیوی احاطه شده، که خود این کپسول توسط چربی اطراف کلیه، فاسیای کلیوی، و چربی پارارنال احاطه شده است. سطح قدامی (جلویی) این بافت‌ها را صفاق نامیده، در حالی که سطح خلفی (پشتی) را فاسیای عرضی می‌نامند.
قطب فوقانی کلیه راست، در مجاورت کبد قرار داشته، و قطب فوقانی کلیه چپ در کنار طحال قرار دارد؛ بنابراین هردو در حالت دَم به سمت پایین حرکت می‌کنند.
| جنسیت | وزن، رنج مرجع استاندارد | وزن، رنج مرجع استاندارد |
| جنسیت | کلیه راست               | کلیه چپ                 |
| مذکر  | ۸۰–۱۶۰g                 | ۸۰–۱۷۵g                 |
| مؤنث  | ۱۴۰–۱۷۵g                | ۳۵–۱۹۰g                 |

در مطالعات دانمارکی‌ها، در افراد بالغ، طول میانه کلیه چپ ۱۱٫۲ cm و کلیه راست ۱۰٫۹ cm اندازه‌گیری شد. همچنین حجم میانه کلیه چپ ۱۴۶ cm3 و کلیه راست ۱۳۴ cm3 بود.

## کالبدشناسی کلیه

نمونه کلیه انسانی (هرم‌کلیوی):
۱ مدولای کلیه
۲ سرخرگ درون-لوبی
۳ سرخرگ کلیوی
۴ سیاهرگ کلیوی
۵ ناف کلیه
۶ لگنچه کلیه
۷ میزنای
۸ کالیس کوچک
۹ کپسول کلیوی
۱۰ کپسول کلیوی تحتانی ۱۱ کپسول کلیوی فوقانی
۱۲ سیاهرگ درون-لوبی
۱۳ نفرون
۱۴ سینوس کلیه
۱۵ کالیس بزرگ
۱۶ پاپیلای کلیوی
۱۷ ستون کلیوی

### کالبدشناسی درشت
ماده عملکردی، یا پارانشیم کلیه به دو ساختار عمده تقسیم‌بندی می‌شود: قشر کلیه در خارج و مدولای کلیه در داخل قرار دارد. در مقیاس درشت، این ساختارها به شکل ۸ الی ۱۸ لوب کلیوی مخروطی شکل دیده می‌شوند، که هر کدام شامل قشر کلیوی است که بخشی از مدولا به نام مدولای کلیوی را دربر می‌گیرد. بین هرم‌های کلیوی، زائده‌هایی از قشر به نام ستون‌های کلیوی قرار دارند. نفرون‌ها، ساختارهای عملکردی کلیه اند که کارشان تولید ادرار بوده، و درون قشر و مدولا گسترش یافته‌اند. بخش ابتدایی فیلترکننده نفرون، جسمک کلیویست که در قشر واقع شده است. پس از این قسمت ابتدایی، لوله کلیوی قرار گرفته که از قشر به عمق هرم‌های مدولایی می‌رود. بخشی از قشر کلیه به نام اشعه مدولایی، به صورت گردایه‌ای از لوله‌های کلیوی اند که مایعاتشان را به مجرای جمع‌آوری‌کننده می‌برند.
نوک یا پاپیلای هر هرم، ادرار را به کالیس کوچک ریخته، کالیس‌های کوچک نیز داخل کالیس بزرگ محتویاتشان را خالی کرده، و سپس کالیس‌های بزرگ نیز به لگنچه کلیوی محتویاتشان را تخیله می‌کنند. همه این‌ها در نهایت تبدیل به میزنای می‌شوند. در ناف کلیه، میزنای و سیاهرگ خونی از کلیه خارج شده و سرخرگ کلیوی وارد می‌شود. چربی نافی و بافت لنفاوی به‌همراه گره‌های لنفاوی، دور این ساختارها را احاطه می‌کنند. چربی نافی با حفره پر از چربی به نام سینوس کلیوی پیوستگی دارد. سینوس کلیوی در مجموع شامل لگنچه کلیه و کالیس‌هاست که این ساختارها را از بافت مدولای کلیوی جدا می‌کنند.

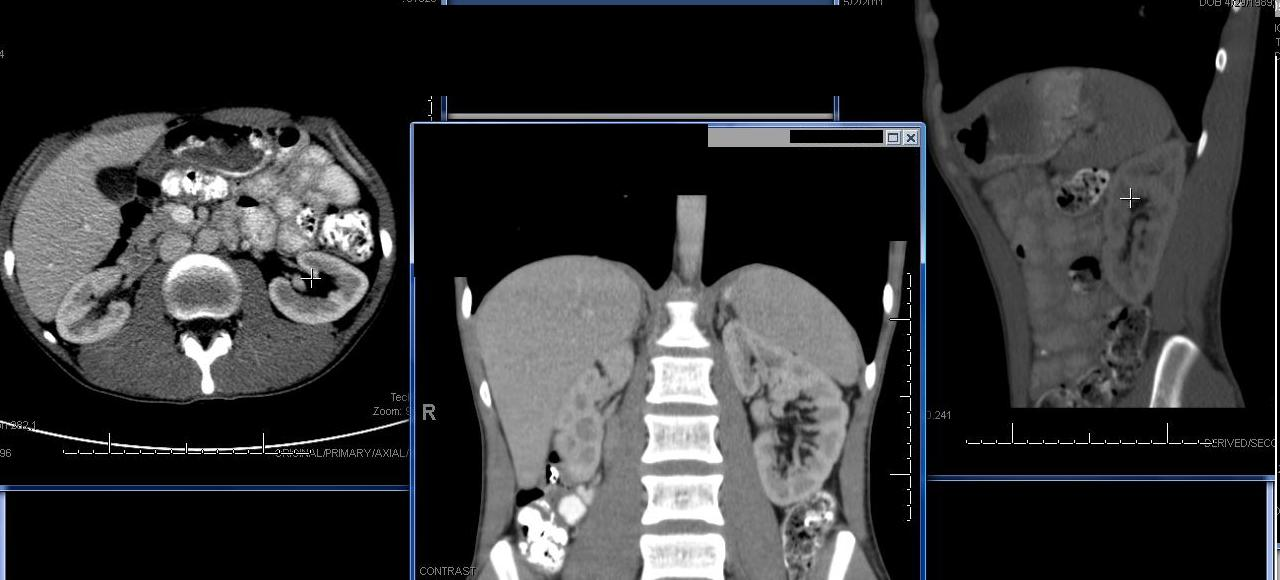
سی‌تی اسکن شکم که موقعیت کلیه‌ها را نشان می‌دهد. تصویر چپ: قسمت فوقانی شکم، کبد را در سمت چپ (سمت راست بدن) نشان می‌دهد. تصویر مرکزی: در اینجا، کلیه‌ها پایین کبد و طحال قرار دارند. تصویر راست: یک مقطع عرضی دیگر از کلیه سمت چپ.
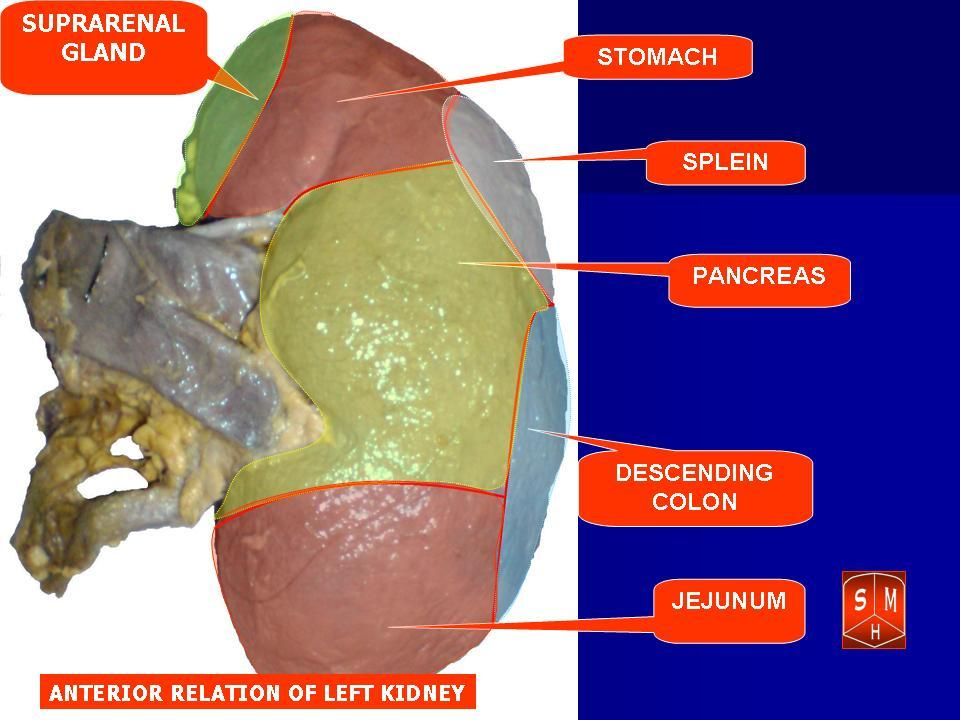
در این تصویر، ساختارهایی که نزدیک کلیه‌اند مشخص شده.
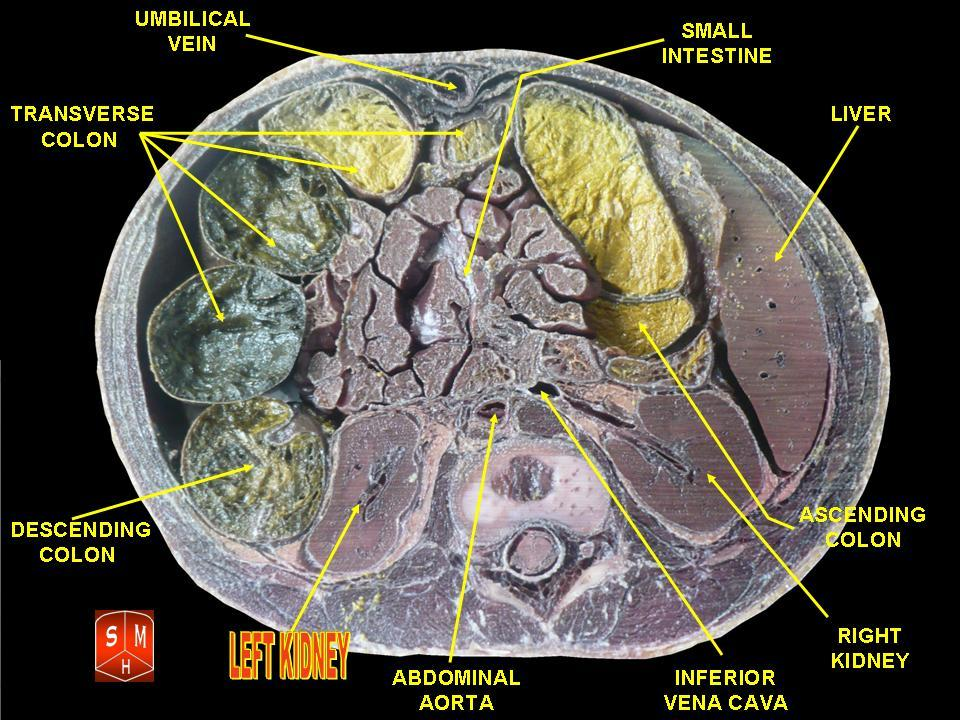
مقطع  عرضی جسد یک شخص، که در آن موقعیت کلیه‌ها مشخص شده‌اند.

## عملکرد

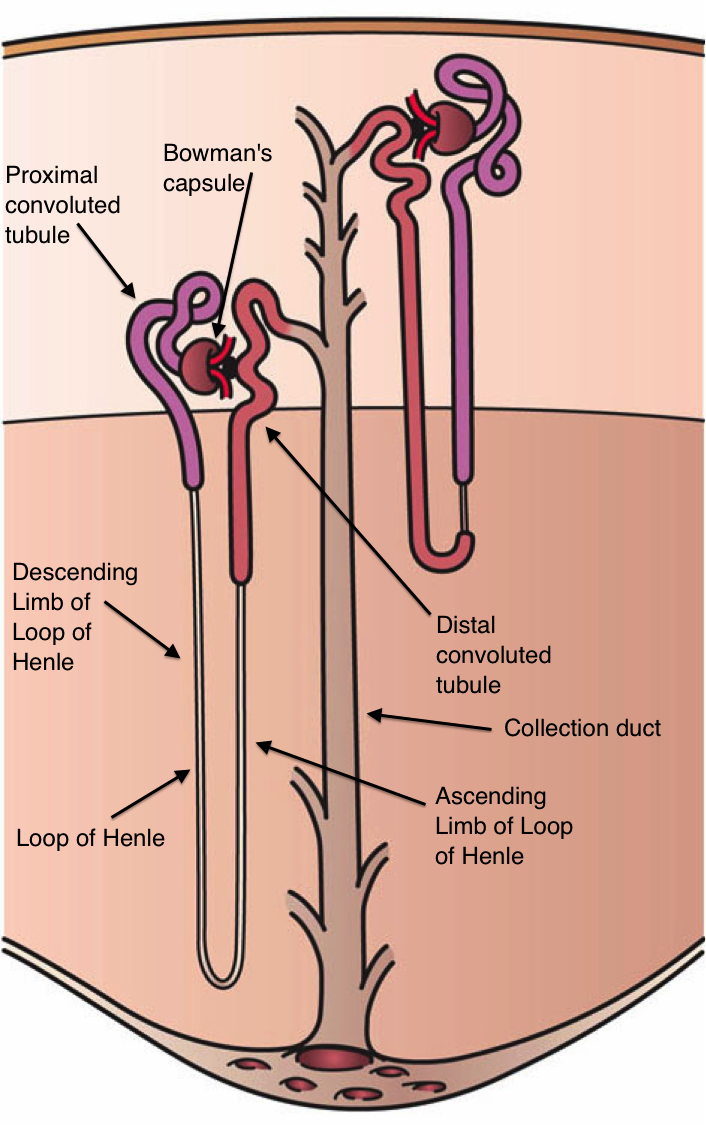
در اینجا نفرون، که واحد عملکردی کلیه‌هاست، نشان داده شده. بخش‌های آن بجز لوله اتصال‌گر (خاکستری) که پس از لوله پیچ‌خورده دور (قرمز پررنگ) و قبل از مجرای جمع‌آوری‌کننده (خاکستری) قرار دارد، برچسب‌گذاری شده‌اند (collecting به اشتباه در تصویر collection برچسب گذاری شده است).

کلیه‌ها، انواع محصولات دفعی حاصل از متابولیسم را به ادرار ترشح می‌کنند. ساختار میکروسکوپی و واحد عملکردی کلیه، نفرون است. خون ارائه شده به این واحد عملکردی، از طریق فیلتراسیون، بازجذب، ترشح و دفع، مورد پردازش قرار می‌گیرد؛ پیامد چنین پردازش‌هایی، تولید ادرار است. مواد درون ادرار شامل پسماندهای نیتروژنی اوره از کاتابولیسم پروتئین، و همچنین پسماند نیتروژنی اوریک اسید از متابولیسم نوکلئیک اسید می‌باشد. توانایی پستانداران و برخی از پرندگان جهت تغلیظ پسماندهایشان به صورت ادرار با حجمی بسیار کمتر از حجم خونی که این پسماندها از آن استخراج شده‌اند، وابسته به سازوکار استادانه‌ای به نام «افزایش خلاف جریانی» (countercurrent multiplication) است. برای اجرای این سازوکار، خصوصیات متعدد و مستقل نفرون‌ها به کار می‌آید: پیکره‌بندی مستحکم توبول‌ها به صورت «سنجاق مو»، نفوذپذیری یون و آب در قسمت نزولی قوس هنله، نفوذپذیری در قسمت صعودی قوس هنله، و انتقال فعال یونی به خارج در اکثر قسمت‌های صعودی قوس. به علاوه، تبادل خلاف جریانی توسط عروق حامل خون به نفرون‌ها، برای فعالسازی چنین عملکردی ضروریست.
کلیه در هم‌ایستایی کل بدن، تعادل اسید-باز، غلظت‌های الکترولیتی، حجم مایعات برون‌سلولی، و فشار خون، مشارکت می‌کند. همچنین کلیه، چنین عملکردهایی را هم به‌طور مستقل، و هم به‌طور هماهنگ با دیگر اعضا، به‌خصوص آن‌ها که جزوی از دستگاه درون‌ریزند، انجام می‌دهد؛ هورمون‌های درون‌ریز مختلفی عملکردهای مذکور را با هم هماهنگ می‌کنند که شامل این مواردند: رنین، آنژیوتانسین، آلدوسترون، وازوپرسین، و پپتید ناتری‌اورتیک دهلیزی.

### تشکیل ادرار

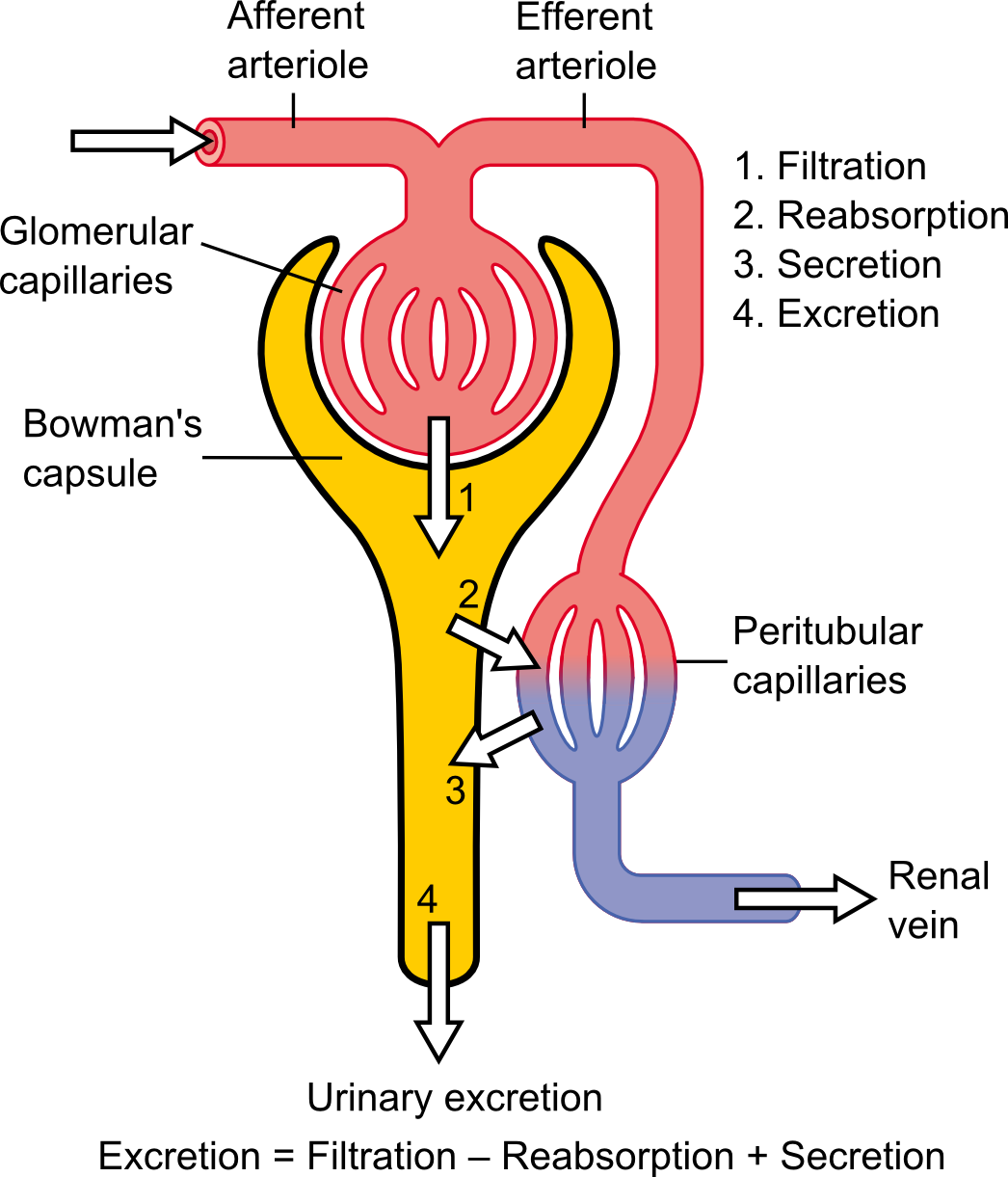
چهار فرایند دخیل در تولید ادرار.

#### تصفیه
تصفیه یا فیلتراسیون، که در جسمک کلیوی صورت می‌پذیرد، فرایندی است که توسط آن سلول‌ها و پروتئین‌های بزرگ حفظ می‌شوند، در حالی که موادی با وزن مولکولی کمتر، از خون فیلتر شده تا عمل اولترافیلتراسیون (یا فراتصفیه) صورت پذیرفته و در نهایت تبدیل به ادرار شوند. کلیه ۱۸۰ لیتر از پلاسما را در روز تصفیه می‌کند. این فرایند به دلیل فشار هیدرواستاتیکی که بر روی دیواره‌های مویرگی اعمال می‌کند، به فیلتراسیون هیدرواستاتیکی نیز معروف است.

#### بازجذب

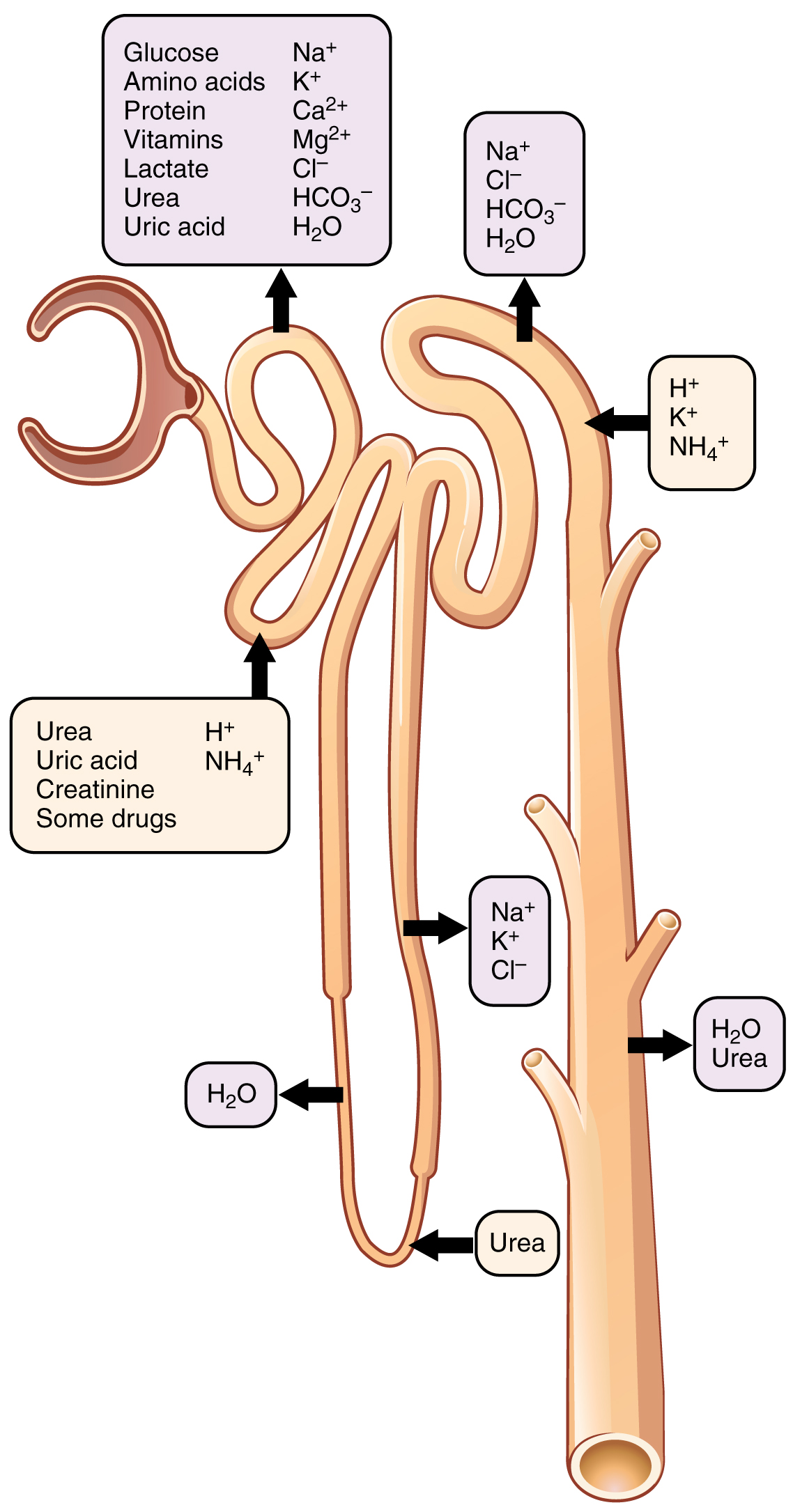
ترشح و بازجذب مواد مختلف در طول نفرون.

بازجذب، انتقال مولکول‌های فراتصفیه شده (اولترافیلتراسیون) به مویرگ‌های پیرامون توبول‌های قوس هنله است. این عمل از طریق گیرندگان انتخابی که روی غشای سلول‌های داخل لوله هنله قرار دارند، صورت می‌پذیرد. ۵۵٪ آب در توبول پروگزیمال (لوله نزدیک) بازجذب می‌شود. اگر سطح گلوکوز پلاسما نرمال باشد، به‌طور کامل در توبول پروگزیمال (لوله نزدیک) بازجذب می‌گردد. مکانیسم این عمل، هم-انتقال‌گران +Na/گلوکوز می‌باشند. میزان پلاسمایی که برای اشباع انتقال‌گران لازم است، 350 mg/dL بوده و پس از این سطح بقیه گلوکوزها بازجذب نشده و به صورت محلول در ادرار از دست خواهند رفت. سطح گلوکوز پلاسمایی ۱۶۰ کافیست تا گلوکوزوری ایجاد کند که از نظر بالینی، به علت دیابت قندی (نام‌های دیگر: دیابت شیرین، یا دیابت ملیتوس) اهمیت دارد.
آمینواسیدها، در توبول پروگزیمال (لوله نزدیک) توسط ناقلان وابسته به سدیم بازجذب می‌گردند. بیماری هارت‌ناپ، نقص در انتقال‌دهنده آمینواسید تریپتوفان است، که منجر به پلاگر می‌گردد.

## اهمیت بالینی
نفرولوژی، یکی از زیرشاخه‌های تخصصی طب داخلی‌ست که با عملکرد کلیه و حالات بیماری مرتبط با بدعملکردی کلیوی و مدیریتشان شامل: دیالیز و پیوند کلیه، سروکار دارد. اورولوژی، شاخه تخصصی در جراحی است که با ناهنجاری‌های ساختاری کلیه چون سرطان، کیست و مشکلات دستگاه ادراری سروکار دارد. نفرولوژیست‌ها، پزشکان داخلی اند درحالی که اورولوژیست‌ها جراح می‌باشند، با این حال هردو را اغلب «پزشکان کلیه» می‌نامند. مباحثی در این دو شاخه تخصصی وجود دارند که با یکدیگر همپوشانی داشته و هردو قادرند در موردشان مراقبت‌هایی را ارائه کنند، همچون: سنگ کلیه و عفونت‌ها.
عوامل مختلفی در بیماری‌های کلیوی دخیلند. برخی از این عوامل اکتسابی اند و در طول دوره زندگی به‌وجود می‌آیند، همچون نفروپاتی دیابتی، درحالی که بقیه جزو اختلالات مادرزادی طبقه‌بندی می‌شوند، همچون بیماری کلیه پلی‌کیستیک.
در اصطلاحات پزشکی که به کلیه‌ها مرتبط اند، از عباراتی چون renal یا پیشوند -nephro استفاده می‌کنند. صفت renal به معنای «مرتبط با کلیه» بوده و از لاتین rēnēs به معنای «کلیه‌ها» گرفته شده؛ پیش‌وند -nephro نیز از کلمه یونانی باستان νεφρός (با تلفظ nephros) به معنای «کلیه» گرفته شده است. به عنوان مثال، برداشت کلیه به کمک جراحی را «نفرکتومی» (nephrectomy) نامیده، در حالی که کاهش عملکرد کلیوی را «بدعملکردی کلیوی» (renal dysfunction) می‌نامند.

### اکتسابی
- نفروپاتی دیابتی
- گلومرولونفریت
- هیدرونفروز، بزرگ شدن یک یا هردوی کلیه‌ها براثر انسداد جریان ادراری می‌باشد.
- نفریت بینابینی
- سنگ کلیه (نفرولیتیاسیس) اختلال شایع و نسبتاً دردناکیست. شرایط مزمنی که می‌تواند منجر به جراحات کلیوی گردد. برداشت سنگ کلیه به‌وسیله درمان فراصوت، جهت شکستن سنگ‌ها به قطعات کوچکتر صورت می‌پذیرد، که در نهایت این قطعات از طریق مجاری ادراری خارج می‌گردند. یکی از نشانه‌های شایع سنگ کلیه، درد ناتوان کننده‌ایست که در میانه، یا اطراف قسمت تحتانی پشت (کمر)، یا کشاله ران، احساس می‌گردد.
- سرطان کلیه:
  - تومور ویلمز
  - کارسینوم سلولی کلیه
- نفریت لوپوس
- بیماری با تغییر مینیمال
- نشانگان نفروتیک، در این نشانگان گلومرول آسیب می‌بیند، به گونه ای که مقادیر زیادی پروتئین وارد خون و ادرار می‌گردد. ویژگی‌های رایج دیگر نشانگان نفروتیک، شامل ورم، آلبومین پایین سرم، و کلسترول بالا می‌باشد.
- پیلونفریت، عفونت کلیه‌هاست و اغلب ناشی از عوارض عفونت مجاری ادراری‌ست.
- نارسایی کلیوی:
  - نارسایی حاد کلیه
  - بیماری کلیوی مزمن مرحله ۵
- تنگی شریان کلیوی
- پرفشاری کلیوی-عروقی

### نارسایی کلیوی
در کل، انسان‌ها قادرند تنها با یک کلیه به‌طور طبیعی زندگی کنند، چرا که میزان بافت عملکردی کلیه بیش از مقدار لازم جهت بقاء است. تنها زمانی که میزان بافت عملکردی کلیه به میزان قابل توجهی کم شود، شخص دچار بیماری کلیوی مزمن می‌گردد. درمان جایگزینی کلیه، به صورت دیالیز یا پیوند کلیه، زمانی انجام می‌شود که نرخ فیلتراسیون گلومرولی بسیار پایین رفته یا بدعملکردی کلیوی منجر به نشانه‌های وخیمی گردد.

### دیالیز

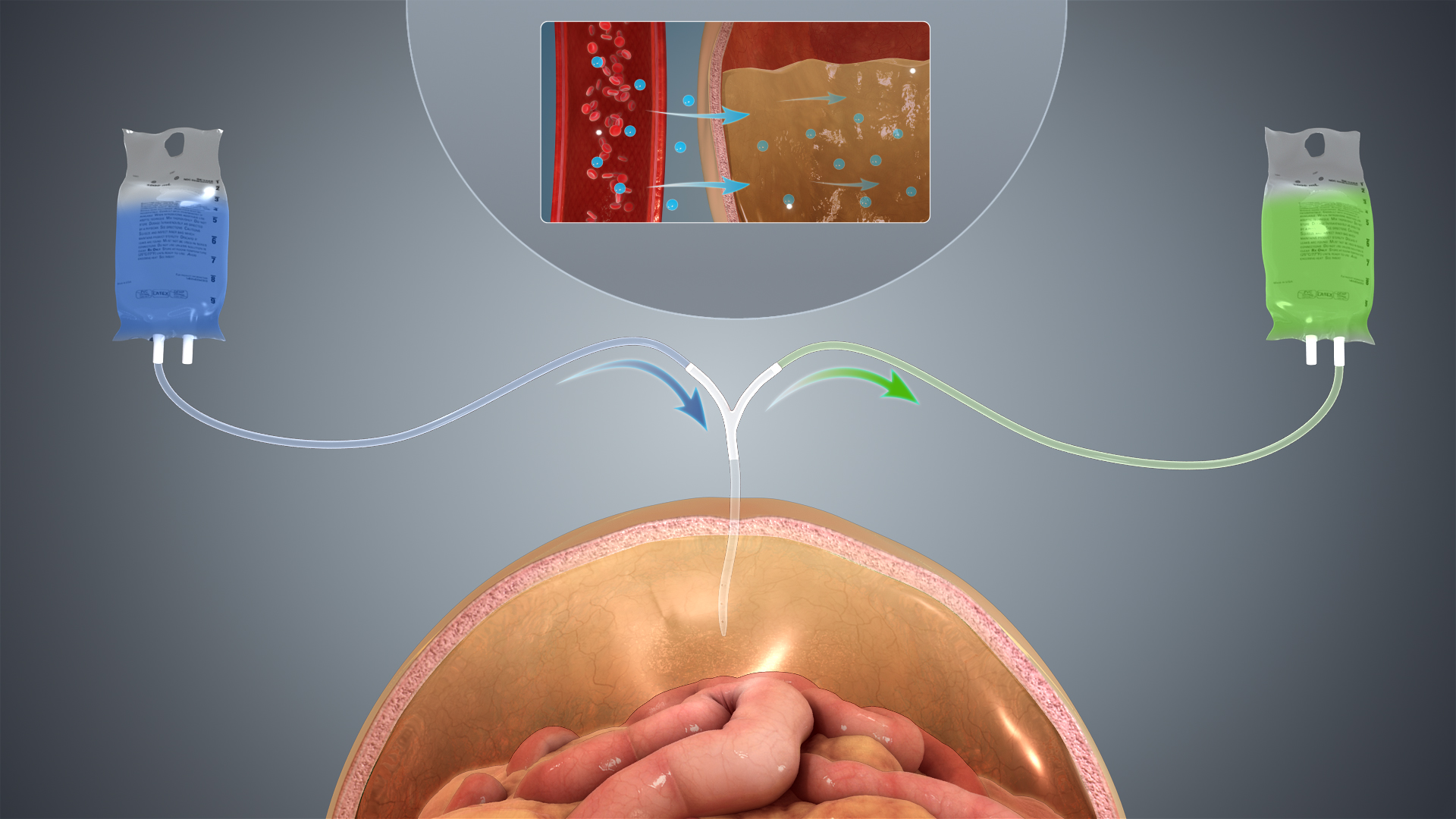
ترسیم سازوکار دیالیز صفاقی.

دیالیز، درمانی است که جایگزینی برای عملکرد طبیعی کلیه‌هاست. دیالیز هنگامی تجویز می‌شود که حدود ۸۵٪-۹۰٪ عملکرد کلیه دست رفته، به گونه‌ای که نرخ فیلتراسیون گلومرولی (GFR) کمتر از ۱۵ باشد. دیالیز، زائدات محصولات متابولیکی، به علاوه آب و سدیم اضافی را حذف نموده (ازین رو به تنظیم فشار خون کمک می‌کند)؛ و سطح مواد شیمیایی بسیاری را در بدن حفظ می‌کند. امید به زندگی افرادی که دیالیز می‌شوند بین ۵ تا ۱۰ سال است؛ که برخی‌شان تا ۳۰ سال هم زنده می‌مانند. دیالیز را می‌توان از طریق خون (از کاتتر یا فیستول شریانی-وریدی) یا صفاق (دیالیز صفاقی) انجام داد. دیالیز معمولاً سه بار در هفته انجام شده که هر نوبت آن در مراکز دیالیز سیار، چندین ساعت به طول انجامیده و به دریافت‌کننده امکان زندگی طبیعی را می‌دهد، درحالی که بدون دیالیز چنین زندگی میسر نمی‌بود.

### بیماری مادرزادی
- هیدرونفروز مادرزادی
- انسداد مادرزادی مجاری ادراری
- کلیه دوتایی (دوپلکس یا دوبل)، که تقریباً در ۱٪ جمعیت رخ می‌دهد. این رویداد معمولاً عوارضی نداشته، اما اغلب ممکن است موجب عفونت مجاری ادراری گردد.[۲۵][۲۶]
- دوپلیکاسیون حالب، تقریباً دارای نسبت وقوع ۱ به ۱۰۰ تولد زنده است.
- کلیه نعل اسبی، تقریباً دارای نسب ۱ به ۴۰۰ تولد زنده است.
- تومور ویلمز (نشانگان تومور ویلمز)
- نشانگان فندق‌شکن
- بیماری کلیه پلی‌کیستیک:
  - بیماری کلیه پلی‌کیستیک اتوزوم غالب: بیماران را در مراحل بعدی زندگی دچار مشکل می‌کند. تقریباً ۱ نفر از هر ۱۰۰۰ نفر دچار این بیماری می‌شوند.
  - بیماری کلیه پلی‌کیستیک اتوزوم مغلوب: کمتر رواج دارد، اما شدید تر از نوع غالب آن است. این بیماری خود را پیش از تولد (in utero) یا هنگام تولد عیان می‌کند.
- آژنزی کلیوی، شکست در تشکیل یکی از کلیه‌ها، تقریباً دارای نسبت ۱ به ۷۵۰ تولد زنده است. قبلاً شکست در تشکیل هردو کلیه مرگبار بود؛ با این حال پیشرفت‌های پزشکی چون درمان با تزریق آمنیون (amnioinfusion) طی بارداری و دیالیز صفاقی، امکان زنده ماندن تا زمانی که امکان پیوند فراهم شود را میسر ساخته است.
- دیسپلازی کلیوی
- کلیه کوچک یک‌طرفه
- کلیه دیسپلازی چند-کیستی دارای وقوع تقریبی ۱ به ۲۴۰۰ تولد زنده است.
- انسداد محل اتصال میزنای-لگنچه (UPJO)؛ گرچه که در بسیاری از موارد مادرزادیست، برخی از آن‌ها اکتسابی‌اند.[۲۷]

## کلیه به عنوان غذا
کلیه حیوانات در بسیاری از فرهنگ‌ها و کشورها جز غذا محسوب می‌شود. در ایران، انگلیس، فرانسه، اسپانیا، سوئد و بسیاری کشورها کلیه پخته و خورده می‌شود. در دین اسلام خوردن کلیه مکروه است.
به‌طور معمول در هر فرد سالم دو کلیه وجود دارد که هر یک در یکطرف ستون مهره‌ها و زیر دنده‌های تحتانی واقع شده‌اند. کلیه‌ها به رنگ قرمز متمایل به قهوه‌ای بوده و از نظر شکل شبیه لوبیا می‌باشند. هر کلیه به اندازه مشت بسته فرد است. اکثر اعضای بدن برای عملکرد مطلوب وابسته به کلیه‌ها هستند.

## مراقبت از کلیه
- احتیاط در مصرف دارو. بسیاری از داروها از راه کلیه دفع می‌شوند و فشار زیادی را به کلیه‌ها تحمیل می‌کنند. به عنوان مثال آنتی‌بیوتیک‌ها غالباً از راه کلیه دفع می‌شوند و در صورت مصرف نادرست، باعث مسمومیت کلیه یا نارسایی حاد و مزمن کلیه شوند؛ مخصوصاً آنتی‌بیوتیک‌هایی مانند جنتامایسین و سیپروفلوکساسین دارای سمیت کلیوی شدید هستند و می‌توانند کلیه‌ها را از کار بیندازند یا بیمار کنند.
- کنترل فشار خون و دیابت
- مراقبت از پهلوها و پشت کمر در برابر ضربه
- پرهیز از مصرف خوراکی‌های شیمیاییِ مضر

## «کلیه» در سایر حیوانات
در اکثر مهره‌داران، مزونفروس در بالغین باقی می‌ماند، البته معمولاً با متانفروس‌های پیشرفته‌تر ترکیب می‌شود. فقط در آب‌پرده‌داران مزونفروس به جنین محدود می‌شود. کلیه ماهی‌ها و دوزیستان معمولاً اندام‌های باریک و کشیده‌ای هستند که بخش قابل توجهی از تنه را اشغال می‌کنند. مجاری جمع‌آوری از هر خوشه نفرون معمولاً به یک مجرای آرشینفریک تخلیه می‌شوند که با مجرای وابران آب‌پرده‌داران هم‌ساخت است. با این حال، وضعیت همیشه به این سادگی نیست. در غضروف‌ماهیان و برخی از دوزیستان، مجرای کوتاه‌تری شبیه حالب آب‌پرده‌داران نیز وجود دارد که قسمت‌های خلفی (متانفریک) کلیه را تخلیه می‌کند و به مجرای آرشینفریک در مثانه یا پارگین می‌پیوندد. در واقع در بسیاری از غضروف‌ماهی‌ها، قسمت قدامی کلیه ممکن است در بزرگسالان تحلیل رفته یا به کلی از کار بیفتد.
در ابتدایی‌ترین مهره داران، بی‌فک‌ماهیها و مکنده‌ماهیها، کلیه به طوری غیرعادی ساده است: از یک ردیف نفرون تشکیل شده است که هرکدام مستقیماً به مجرای آرشینفریک تخلیه می‌شوند. بی مهرگان ممکن است اندامهای دفعی داشته باشند که گاهی اوقات به آنها «کلیه» نیز گفته می‌شود، اما حتی در «نیزک» ها، این اندام‌ها هرگز با کلیه‌های مهره داران هم‌ساخت نیستند و به‌طور دقیق تر با نام‌های دیگری از آنها یاد می‌شود. به عنوان مثال گرده‌چه. در دوزیستان، کلیه‌ها و مثانهها دارای انگلهای تخصصی، تک‌زادویسانها از خانواده پلی استوماتیداءها هستند.
کلیه‌های خزندگان از تعدادی لوبول تشکیل شده‌اند که در یک الگوی خطی گسترده قرار گرفته‌اند. هر لوبول شامل یک شاخه مجرای حالب در مرکز خود است که مجاری جمع‌کننده در آن خالی می‌شود. خزندگان در مقایسه با سایر آب‌پرده‌داران هم اندازه نفرون نسبتاً کمی دارند، احتمالاً به دلیل نرخ متابولیک پایین‌تر.
پرندهها کلیه‌های نسبتاً بزرگ و کشیده‌ای دارند که هر کدام به سه یا چند لوب مجزا تقسیم می‌شوند. لوب‌ها از چندین لوبول کوچک و نامنظم تشکیل شده‌اند که هر کدام بر روی شاخه ای از حالب قرار دارند. پرندگان گلومرول‌های کوچکی دارند، اما تعداد نفرون‌ها تقریباً دوبرابر پستانداران هم‌اندازه است
«کلیه‌ی» انسان‌ها نسبتاً مشابه کلیه پستانداران است. ویژگی‌های متمایز کلیه پستانداران، در مقایسه با سایر مهره‌داران، شامل وجود لگن کلیه و هرم‌های کلیه و قشر و مدولا به وضوح قابل تشخیص است. ویژگی دوم به دلیل وجود دراز حلقه‌های هنله است که در پرندگان بسیار کوتاه‌تر هستند و در سایر مهره‌داران واقعاً وجود ندارند (اگرچه نفرون اغلب یک «قطعه میانی» کوتاه بین لوله‌های پیچ خورده دارد). تنها در پستانداران است که کلیه شکل کلاسیک «کلیه» خود را به خود می‌گیرد، اگرچه استثناهایی وجود دارد، مانند کلیه‌های چندلوبی فُک و ستاسه‌ها.

## تصاویر بیشتر
| تصاویر تشریح                                                            |
| ----------------------------------------------------------------------- |
| - کلیه راست - کلیه - کلیه راست - کلیه راست - کلیه چپ - کلیه‌ها - کلیه چپ |